# Money in the Bank 2022
Money in the Bank 2022 è stata la tredicesima edizione dell'omonimo pay-per-view di wrestling prodotto dalla WWE. L'evento si è svolto il 2 luglio 2022 all'MGM Grand Garden Arena di Paradise, Nevada, trasmesso in diretta su Peacock negli Stati Uniti e sul WWE Network nel resto del mondo.

## Storyline
Nella puntata di SmackDown del 3 giugno, Natalya vinse un six-pack challenge che comprendeva anche Aliyah, Raquel Rodriguez, Shayna Baszler, Shotzi e Xia Li, diventando così la prima sfidante allo SmackDown Women's Championship di Ronda Rousey per Money in the Bank.
Nella puntata di Raw del 6 giugno, Rhea Ripley vinse un fatal 4-way match che comprendeva anche Alexa Bliss, Liv Morgan e Doudrop, diventando così la sfidante al Raw Women's Championship di Bianca Belair per Money in the Bank. Dopo che nella puntata di Raw del 20 giugno fu reso noto di un infortunio occorso a Ripley, l'official Adam Pearce sancì un fatal 5-way match tra Asuka, Alexa Bliss, Becky Lynch, Carmella e Liv Morgan per determinare la nuova contendente al titolo di Belair, con Carmella che si aggiudicò poi la contesa.
Nella puntata di SmackDown del 10 giugno si tenne il primo incontro di qualificazione al Money in the Bank Ladder match tra Drew McIntyre e Sheamus, che tuttavia terminò in doppia squalifica dopo che entrambi si colpirono a vicenda con delle sedie. Nella puntata di Raw del 13 giugno, Seth Rollins fu il primo a qualificarsi per l'incontro dopo che sconfisse AJ Styles. Nella puntata di SmackDown del 17 giugno, Adam Pearce annunciò che sia McIntyre che Sheamus avrebbero partecipato al match dell'omonimo evento. Nella puntata di Raw del 20 giugno si qualificò Omos, sconfiggendo Riddle. Nella puntata di SmackDown del 24 giugno si qualificò Sami Zayn, sconfiggendo Shinsuke Nakamura, mentre McIntyre e Sheamus batterono gli Usos per mantenere i propri posti all'interno dell'incontro. Nella puntata di Raw del 27 giugno, Riddle vinse un last chance battle royal dopo aver eliminato per ultimo The Miz, qualificandosi all'incontro. Nella puntata di SmackDown del 1º luglio, Madcap Moss trionfò in un fatal 4-way match che comprendeva anche Ezekiel, Happy Corbin e The Miz, ottenendo così l'ultimo posto disponibile.
Nella puntata di SmackDown del 10 giugno, Lacey Evans fu la prima a qualificarsi per il Women's Money in the Bank Ladder match dopo che sconfisse Xia Li. Nella puntata di Raw del 13 giugno si qualificarono Alexa Bliss e Liv Morgan, superando Doudrop e Nikki A.S.H. in un tag team match. Nella puntata di SmackDown del 17 giugno, Raquel Rodriguez si qualificò per l'incontro dopo aver battuto Shayna Baszler. Nella puntata di Raw del 20 giugno si qualificò Asuka, sconfiggendo Becky Lynch. Nella puntata di SmackDown del 24 giugno si qualificò Shotzi, superando Tamina. Nella puntata di Raw del 27 giugno, Lynch vinse un last chance elimination match che comprendeva anche Doudrop, Nikki A.S.H, Tamina, Shayna Baszler e Xia Li, diventando così l'ultima qualificata all'incontro.
Completano la card dell'evento il match per lo United States Championship tra il campione Theory e lo sfidante Bobby Lashley e il tag team match valevole per l'Undisputed WWE Tag Team Championship tra i campioni Usos e gli sfidanti Street Profits.

## Risultati
| # | Match | Stipulazioni                                                                                        | Durata |
| - | --- | --------------------------------------------------------------------------------------------------- | ------ |
| 1 | Liv Morgan ha sconfitto Alexa Bliss, Asuka, Becky Lynch, Lacey Evans, Raquel Rodriguez, Shotzi              | Women's money in the bank ladder match                                                              | 16:35  |
| 2 | Bobby Lashley ha sconfitto Austin Theory (c) per sottomissione                                              | Single match per il WWE United States Championship                                                  | 11:05  |
| 3 | Bianca Belair (c) ha sconfitto Carmella                                                                     | Single match per il WWE Raw Women's Championship                                                    | 7:10   |
| 4 | Gli Usos (c) hanno sconfitto gli Street Profits                                                             | Tag team match per il WWE Raw Tag Team Championship e il WWE SmackDown Tag Team Championship        | 23:00  |
| 5 | Ronda Rousey (c) ha sconfitto Natalya per sottomissione                                                     | Single match per il WWE SmackDown Women's Championship                                              | 12:30  |
| 6 | Liv Morgan ha sconfitto Ronda Rousey (c)                                                                    | Single match per il WWE SmackDown Women's Championship Liv Morgan ha incassato il Money in the Bank | 0:35   |
| 7 | Austin Theory ha sconfitto Drew McIntyre, Madcap Moss, Matt Riddle, Omos, Sami Zayn, Seth Rollins e Sheamus | Money in the bank ladder match                                                                      | 25:25  |